# Бенуа Кое
Бенуа Кое (фр. Benoît Cauet, нар. 2 травня 1969, Шательро) — французький футболіст, що грав на позиції півзахисника, зокрема за «Кан» та «Інтернаціонале».
По завершенні ігрової кар'єри — тренер.
Триразовий чемпіон Франції. Володар Кубка Франції. Чемпіон Болгарії. Володар Кубка Швейцарії. Володар Кубка УЄФА. 

## Ігрова кар'єра
Народився 2 травня 1969 року в місті Шательро. Вихованець юнацьких команд АСПТТ (Нант) та «Марселя». У дорослому футболі дебютував 1987 року виступами за головну команду останнього, в якій провів три сезони, взявши участь у 26 матчах чемпіонату.  За ці роки двічі виборював титул чемпіона Франції та став володарем Кубка країни, хоча й лишався гравцем ротації.
Основним гравцем став вже у своєму наступному клубі, «Кан», в якому грав з 1990 по 1994 рік, згодом відіграв два сезони за «Нант», з яким 1995 року утретє став чемпіоном Франції, та один рік за «Парі Сен-Жермен».
Влітку 1997 року перебрався до Італії, ставши гравцем міланського «Інтернаціонале». Відіграв за «нераззуррі» наступні чотири сезони своєї ігрової кар'єри. Більшість часу, проведеного у складі «Інтернаціонале», був основним гравцем команди. 1998 року допоміг італійцям вибороти Кубка УЄФА.
Протягом 2001—2003 років продовжував виступати у Серії A, граючи за «Торіно» та «Комо», після чого сезон 2003/04 провів на батьківщині у складі «Бастії», а в сезоні 2004/05 став у складі ЦСКА (Софія) чемпіоном Болгарії.
Завершив виступи на полі у друголіговому швейцарському «Сьйоні» у 2005—2006 роках, здобувши останній у своїй ігровій кар'єрі трофей — Кубок Швейцарії.

## Кар'єра тренера
2010 року розпочав тренерську кар'єру в академії «Інтернаціонале», в подальшому працював з юнацькими командами міланського клубу різних вікових категорій. 
Згодом протягом 2019–2020 років працював на батьківщині у тренерському штабі «Конкарно», а 2021 року тренував команду «Шатору».

## Статистика виступів

### Статистика клубних виступів
| Сезон                      | Команда                    | Чемпіонат                  | Чемпіонат | Чемпіонат | Національний кубок | Національний кубок | Національний кубок | Континентальні кубки | Континентальні кубки | Континентальні кубки | Інші змагання | Інші змагання | Інші змагання | Усього | Усього |
| Сезон                      | Команда                    | Ліга                       | Ігор      | Голів     | Ліга               | Ігор               | Голів              | Ліга                 | Ігор                 | Голів                | Ліга          | Ігор          | Голів         | Ігор   | Голів  |
| -------------------------- | -------------------------- | -------------------------- | --------- | --------- | ------------------ | ------------------ | ------------------ | -------------------- | -------------------- | -------------------- | ------------- | ------------- | ------------- | ------ | ------ |
| 1987–88                    | «Марсель»                  | Д1                         | 11        | 1         | КФ                 | 0                  | 0                  | КВК                  | 3                    | 0                    | -             | -             | -             | 14     | 1      |
| 1988–89                    | «Марсель»                  | Д1                         | 14        | 0         | КФ                 | 3                  | 0                  | -                    | -                    | -                    | -             | -             | -             | 17     | 0      |
| 1989–90                    | «Марсель»                  | Д1                         | 1         | 0         | КФ                 | 1                  | 0                  | КЧ                   | 0                    | 0                    | -             | -             | -             | 2      | 0      |
| Усього за O. Marsiglia     | Усього за O. Marsiglia     | Усього за O. Marsiglia     | 26        | 1         |                    | 4                  | 0                  |                      | 3                    | 0                    |               | -             | -             | 33     | 1      |
| 1990–91                    | «Кан»                      | Д1                         | 35        | 1         | КФ                 | 1                  | 0                  | -                    | -                    | -                    | -             | -             | -             | 36     | 1      |
| 1991–92                    | «Кан»                      | Д1                         | 37        | 3         | КФ                 | 4                  | 0                  | -                    | -                    | -                    | -             | -             | -             | 41     | 3      |
| 1992–93                    | «Кан»                      | Д1                         | 37        | 2         | КФ                 | 3                  | 1                  | Інт.+КУЄФА           | 4+2                  | 1+0                  | -             | -             | -             | 46     | 4      |
| 1993–94                    | «Кан»                      | Д1                         | 35        | 2         | КФ                 | 1                  | 0                  | -                    | -                    | -                    | -             | -             | -             | 36     | 2      |
| Усього за Caen             | Усього за Caen             | Усього за Caen             | 144       | 8         |                    | 9                  | 1                  |                      | 6                    | 1                    |               | -             | -             | 159    | 10     |
| 1994–95                    | «Нант»                     | Д1                         | 25        | 1         | КФ+КЛ              | 1+2                | 0+0                | КУЄФА                | 6                    | 0                    | -             | -             | -             | 34     | 1      |
| 1995–96                    | «Нант»                     | Д1                         | 31        | 3         | КФ+КЛ              | 1+3                | 1+0                | ЛЧ                   | 9                    | 0                    | СФ            | 1             | 1             | 45     | 5      |
| Усього за Nantes           | Усього за Nantes           | Усього за Nantes           | 56        | 4         |                    | 7                  | 1                  |                      | 15                   | 0                    |               | 1             | 1             | 79     | 6      |
| 1996–97                    | «Парі Сен-Жермен»          | Д1                         | 35        | 4         | КФ+КЛ              | 3+1                | 1+0                | КВК                  | 8                    | 1                    | СУ            | 1             | 0             | 48     | 6      |
| 1997–98                    | «Інтернаціонале»           | A                          | 28        | 4         | КІ                 | 5                  | 0                  | КУЄФА                | 9                    | 1                    | -             | -             | -             | 42     | 5      |
| 1998–99                    | «Інтернаціонале»           | A                          | 28        | 1         | КІ                 | 7+2                | 1                  | ЛЧ                   | 9                    | 0                    | -             | -             | -             | 46     | 2      |
| 1999–00                    | «Інтернаціонале»           | A                          | 29+1      | 1         | КІ                 | 7                  | 1                  | -                    | -                    | -                    | -             | -             | -             | 37     | 2      |
| 2000–01                    | «Інтернаціонале»           | A                          | 15        | 0         | КІ                 | 1                  | 0                  | ЛЧ+КУЄФА             | 2+3                  | 0+0                  | СІ            | 0             | 0             | 21     | 0      |
| серп.-жовт. 2001           | «Інтернаціонале»           | A                          | 0         | 0         | КІ                 | 0                  | 0                  | КУЄФА                | 1                    | 0                    | -             | -             | -             | 1      | 0      |
| Усього за «Інтернаціонале» | Усього за «Інтернаціонале» | Усього за «Інтернаціонале» | 100+1     | 6         |                    | 20+2               | 2                  |                      | 24                   | 1                    |               | 0             | 0             | 149    | 9      |
| жовт. 2001–02              | «Торіно»                   | A                          | 17        | 1         | КІ                 | 0                  | 0                  | -                    | -                    | -                    | -             | -             | -             | 17     | 1      |
| 2002–03                    | «Комо»                     | A                          | 32        | 0         | КІ                 | 2                  | 0                  | -                    | -                    | -                    | -             | -             | -             | 34     | 0      |
| 2003–04                    | «Бастія»                   | Л1                         | 31        | 2         | КФ+КЛ              | 0+2                | 0+0                | -                    | -                    | -                    | -             | -             | -             | 33     | 2      |
| січ.-черв. 2005            | ЦСКА (Софія)               | ПФГ-А                      | 15        | 0         | КБ                 | 4                  | 2                  | КУЄФА                | -                    | -                    | -             | -             | -             | 19     | 2      |
| 2005–06                    | «Сьйон»                    | ЧЛ                         | 15        | 1         | КШ                 | 2                  | 0                  | -                    | -                    | -                    | -             | -             | -             | 17     | 1      |
| Усього за кар'єру          | Усього за кар'єру          | Усього за кар'єру          | 471+1     | 25        |                    | 54+2               | 7                  |                      | 56                   | 3                    |               | 2             | 1             | 586    | 36     |

## Титули і досягнення
- Чемпіон Франції (3):

«Марсель»: 1988-1989, 1989-1990
«Нант»: 1994-1995
- Володар Кубка Франції (1):

«Марсель»: 1988-1989
- Чемпіон Болгарії (1):

ЦСКА (Софія): 2004-2005
- Володар Кубка Швейцарії (1):

«Сьйон»: 2005-2006
- Володар Кубка УЄФА (1):

«Інтернаціонале»: 1997-1998